# 欧日库尔
欧日库尔（法語：Augicourt，法語發音：[oʒikuʁ]）是法国上索恩省的一个市镇，属于沃苏勒区。

## 地理
欧日库尔（47°46'26"N, 5°53'52"E）面积9.06 平方千米，位于法国勃艮第-弗朗什-孔泰大區上索恩省，该省份为法国东部内陆省份，北起顺时针与孚日省、贝尔福地区省、杜省、汝拉省、科多尔省和上马恩省接壤。
与欧日库尔接壤的市镇（或旧市镇、城区）包括：阿尔伯塞、布热、朗布雷。

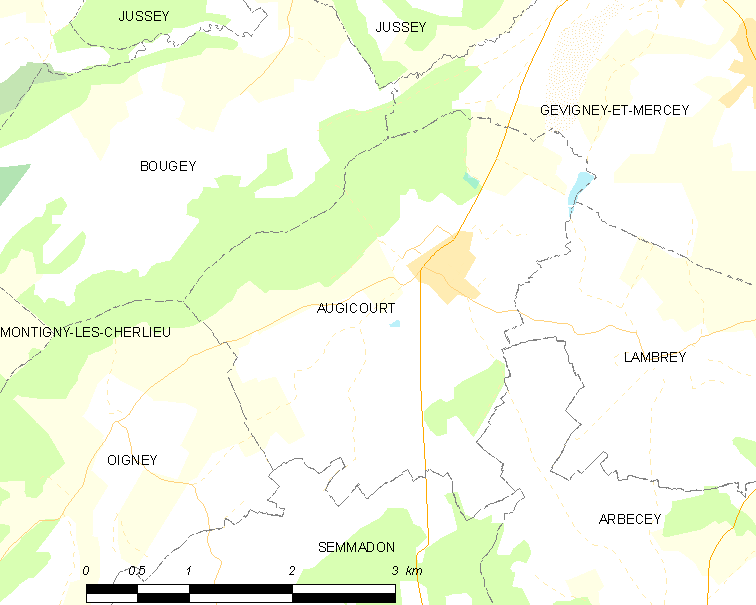
欧日库尔的OSM定位图

欧日库尔的时区为UTC+01:00、UTC+02:00（夏令时）。

## 行政
欧日库尔的邮政编码为70500，INSEE市镇编码为70035。

## 政治
欧日库尔所属的省级选区为瑞塞县。

## 人口

1962-2008年间欧日库尔人口变化图示

欧日库尔于2022年1月1日时的人口数量为171人。